# Steve Molitor
Steve Molitor est un boxeur canadien né le 4 avril 1980 à Sarnia.

## Carrière
Champion du Canada (2002) puis d'Amérique du Nord NABA (2004) des super coqs, il remporte le titre vacant de champion du monde IBF de la catégorie le 10 novembre 2006 en battant Michael Hunter par KO au 5e round. Il conserve cette ceinture à cinq reprises avant d'être battu au 4e round par Celestino Caballero le 21 novembre 2008 lors du combat de réunification des ceintures WBA & IBF.
Caballero ne défend pas son titre IBF qui devient vacant l'année suivante et Molitor en profite pour le remporter une deuxième fois aux dépens de Takalani Ndlovu le 27 mars 2010. Il confirme cette victoire en dominant aux points le britannique Jason Booth le 11 septembre 2010 mais Ndlovu prend sa revanche aux points le 26 mars 2011 à Johannesbourg.